# Frank Fenner
Frank John Fenner, FRS, OBE, avstralski virolog in častnik, * 21. december 1914, Ballarat, Viktorija, Avstralija, † 22. november 2010, Canberra.
Zaslužen je bil za uničenje črnih koz in kontrolo avstralske zajčje kuge.